# 網代 (敷設艇)
網代（あじろ）は、日本海軍の敷設艇。艇名は神奈川県三浦半島の南部、相模灘に臨む網代埼による。ただ徳島県南東部や岡山県牛窓港口の前島にも網代埼が、岡山県水島港沖に網代島がある。
日本海軍が定めた艦艇類別等級（別表）では網代型敷設艇の1番艇で、網代が測天型や平島型に含まれたことはない。

## 概要
網代は元々マル急計画で建造が予定された基本計画番号H13、タービン主機で出力3,850馬力、速度20ノットとし諸寸法は測天型と同一の、測天（基本計画番号H11）や平島（基本計画番号H11B）とは別設計の敷設艇だった。しかし戦況の悪化に伴い平島に準じた艇型として急速建造に適するよう設計を若干簡易化した。簡易化された設計の基本計画番号は伝えられていない。竣工したのは計画された全26隻中網代だけで、他は未起工のまま建造中止となった。

## 艇型
一般計画要領書のH13第460号艦型の注釈として「註. 上記計画ハ（以下記載ノモノモ同様）急速建造艦ニシテ第一七〇号艦ノ計画ヲ其ノ侭使用ス.」(第一七〇号艦は「平島」のこと)とあり、主要要目は平島型と全て同一である。ただし舵のみ平島型では半平行舵だったが、網代では平行舵として面積を増大し、旋回半径を小さくする計画だった。また機銃はマル急計画の「網代」以下14隻は平島型と同じ13mm連装機銃1基の計画だった。

## 艇歴
1943年（昭和18年）9月6日、日立因島造船所で起工。1944年（昭和19年）3月15日「網代 （アジロ）」と命名、同日艦艇類別等級表で敷設艇に類別、本籍は横須賀鎮守府と仮定された
。4月8日進水、7月31日に竣工して横須賀鎮守府籍、呉防備戦隊所属となり諸訓練に従事した。
8月25日横須賀防備戦隊に編入。9月10日から横須賀-小笠原間の船団護衛に従事した。
10月1日、父島への船団護衛の途中、父島北西方の北緯28度20分、東経139度25分においてアメリカ潜水艦「スナッパー」の雷撃を受け沈没した。12月10日に除籍された。
竣工後2カ月ほどで沈没した「網代」の写真は発見されていない。

## 同型艇
網代型で竣工したのは網代1隻だけだが、マル急計画では網代以下14隻、改⑤計画でさらに12隻が計画された。それらを以下に記す。
- マル急計画艇
  - 仮称艦名第460号艦から同第473号艦[30][21]
    - 網代[30]、神島[30]、篠島[30]、無双[30]、波見埼[30]、寺島[30]、巨文[30]、虎井[30]、富津[30]、菅島[30]、新島[30]、彦島[30]、姫島[30]、立島[30]
- 改⑤計画艇
  - 仮称艦名第5421号艦から同第5432号艦[30][21]
    - 荒島[30]、細島[30]、満島[30]、牧島[30]、早島[30]、来島[30]、角島[30]、飛島[30]、粟島[30]、見島[30]、大島[31]、利島[32]

「海軍造船技術概要」に記載の改⑤計画艇の要目は網代の(一般計画要領書による)要目と若干違い(計画番号は同じH13)、船体の深さが若干増し主機にタービンを搭載、主砲に12cm単装(高角)砲1基、機銃は25mm連装機銃1基などの違いがある。主要要目は以下の通り。
- 基準排水量：720英トン
- 公試排水量：750トン
- 水線長：73.3m
- 水線幅：7.85m
- 深さ：4.66m
- 吃水：2.60m
- 推進：2軸
- 主機：タービン
- 馬力：3,850shp
- 速力：20ノット
- 燃料：重油35.0トン
- 航続力：2,000カイリ/14ノット
- 兵装
  - 12cm単装(高角)砲[注釈 4] 1基
  - 25mm連装機銃 1基
  - 九五式爆雷 36個